# Pieces of a Man (album de Gil Scott-Heron)
Cet article concerne l'album de Gil Scott-Heron. Pour l'album d'AZ, voir Pieces of a Man.
Albums de Gil Scott-Heron
Small Talk at 125th and Lenox
(1970) Free Will
(1972)
Pieces of a Man est le deuxième album studio de Gil Scott-Heron, publié en 1971. Il est aujourd'hui considéré comme un classique.

## Liste des titres
Textes et musiques de Gil Scott-Heron, sauf indications contraires.
| 1. | The Revolution Will Not Be Televised |                                 | 2:59 |
| 2. | Save the Children                    |                                 | 4:55 |
| 3. | Lady Day and John Coltrane           |                                 | 3:10 |
| 4. | Home Is Where the Hatred Is          |                                 | 3:15 |
| 5. | When You Are Who You Are             | Gil Scott-Heron & Brian Jackson | 3:01 |
| 6. | I Think I'll Call It Morning         | Gil Scott-Heron & Brian Jackson | 3:45 |

| Face B | Face B             | Face B                          | Face B | Face B | Face B | Face B | Face B | Face B | Face B |
| No     | Titre              | Compositeurs                    | Durée  |        |        |        |        |        |        |
| ------ | ------------------ | ------------------------------- | ------ | ------ | ------ | ------ | ------ | ------ | ------ |
| 7.     | Pieces of a Man    | Gil Scott-Heron & Brian Jackson | 4:22   |        |        |        |        |        |        |
| 8.     | A Sign of the Ages | Gil Scott-Heron & Brian Jackson | 4:05   |        |        |        |        |        |        |
| 9.     | Or Down You Fall   | Gil Scott-Heron & Brian Jackson | 3:08   |        |        |        |        |        |        |
| 10.    | The Needle's Eye   | Gil Scott-Heron & Brian Jackson | 4:01   |        |        |        |        |        |        |
| 11.    | The Prisoner       | Gil Scott-Heron & Brian Jackson | 8:39   |        |        |        |        |        |        |
| 41:03  |                    |                                 |        |        |        |        |        |        |        |

## Musiciens
- Gil Scott-Heron : voix, guitare, piano
- Brian Jackson : piano
- Burt Jones : guitare électrique
- Hubert Laws : flûte, saxophone
- Ron Carter : basse
- Bernard Purdie : batterie
- Johnny Pate : chef d'orchestre

## Crédits
- Production : Bob Thiele
- Prise de son : Bob Simpson
- Crédits visuels (photo pochette) : Charles Stewart